# 建国镇 (佳木斯市)
建国镇，原为建国乡，是中华人民共和国黑龙江省佳木斯市东风区下辖的一个乡镇级行政单位。2010年12月撤乡设镇。

## 行政区划
建国镇下辖以下地区：
大堆丰村、建国村、建设村、黎明村、群利村、西太平村、永丰村和圳江村。